# فرانك توماس (لاعب كرة قدم أمريكية)
فرانك توماس (بالإنجليزية: Frank Thomas)‏ هو لاعب كرة قدم أمريكية أمريكي، ولد في 15 نوفمبر 1898 في مونسي في الولايات المتحدة، وتوفي في 10 مايو 1954.

## وصلات خارجية
- فرانك توماس على موقع قاعة ألاباما للمشاهير الرياضية (مؤرشف) (الإنجليزية)
- فرانك توماس على موقع إن إن دي بي (الإنجليزية)